# Хуан Негрин
Хуа̀н Негрѝн и Ло̀пес (на испански: Juan Negrín y López) е испански политик от Испанската социалистическа работническа партия (ИСРП).

## Биография
Роден е на 3 февруари 1892 година в Лас Палмас в религиозно семейство от средната класа. Завършва медицина в Германия и от 1921 година преподава физиология в Мадридския университет Комплутенсе. През 1929 година се включва в ИСРП и през 1931 година е избран за депутат. По време на Гражданската война е финансов министър (1936 – 1937), а от май 1937 година оглавява републиканското правителство като министър-председател. Свален е с преврат на 5 март 1939 година, след което напуска страната и до края на живота си остава във Франция.
Хуан Негрин умира на 12 ноември 1956 година в Париж.